# Hierotheos Vlachos
Hierotheos Vlachos (în greacă Ιερόθεος Βλάχος), născut Gheworghios Vlahos (în greacă Γεώργιος Βλάχος) (n. 1945, Ioannina, Grecia) este un teolog și mitropolit grec.

## Viață
S-a născut la Ioannina, Grecia în 1945. A absolvit Școala Teologică din cadrul Universității din Salonic și a fost hirotonit diacon în 1971, ulterior preot în 1972. A activat în Arhiepiscopia Atenei ca preot și director al Secției pentru Tineret în perioada 1987-1995. A predat limba greacă și a ținut cursuri de etică ortodoxă la Școala Teologică Sf. Ioan Damaschinul a Patriarhiei Antiohiei din nordul Libanului timp de mai multe semestre. A fost ales ca mitropolit de Nafpaktos și Hagios Vlasios în 1995.

## Scrieri
Scriitor prolific, Hierotheos Vlachos a publicat mai mult de 60 de cărți în limba greacă. Mai multe dintre ele au fost traduse în alte limbi, inclusiv în engleză, franceză, spaniolă, arabă, română, rusă, sârbă, bulgară, maghiară și chineză.
Studiile sale se bazează pe teologia patristică și se extind asupra problemelor contemporane. Lecturile sale despre Părinții isihaști ai Filocaliei și asocierile cu isihaștii actuali de la Muntele Athos și din alte părți l-au condus la concluzia că teologia ortodoxă este o știință a vindecării omului. Aceasta este o temă explorată în cartea sa inovativă despre "Psihoterapia ortodoxă" (1986). Alte teme analizate în lucrările sale includ învățăturile Sfântului Grigore Palama, monahismul ortodox și slujirea pastorală. Cele mai recente cărți ale sale tratează probleme legate de genetică și bioetică, văzute din perspectiva ortodoxă.
Lucrările traduse în limba engleză includ: "A night in the desert of the Holy Mountain", "Orthodox Psychotherapy", "The illness and cure of the soul in the Orthodox Tradition", "Orthodox Spirituality", "A visual catechism of the Orthodox Church", "Life after Death", "Saint Gregory Palamas as a Hagiorite", "The Feasts of the Lord", "The human body: Ascesis and Exercise", "The Person in the Orthodox Tradition". Ultima carte a fost premiată pentru "scrierile teologice în limba greacă din perioada 1991-1996" de Academia Atenei.
În primăvara anului 2010 a publicat o broșură eparhială aducând argumente contra schimbării textului liturgic.